# Кшичкі-Шумне
Кшичкі-Шумне (пол. Krzyczki Szumne) — село в Польщі, у гміні Насельськ Новодворського повіту Мазовецького воєводства.
Населення — 49 осіб (2011).
У 1975-1998 роках село належало до Цехановського воєводства.

## Демографія
Демографічна структура станом на 31 березня 2011 року:
|          | Загалом | Допрацездатний вік | Працездатний вік | Постпрацездатний вік |
| -------- | ------- | ------------------ | ---------------- | -------------------- |
| Чоловіки | 29      | 6                  | 19               | 4                    |
| Жінки    | 20      | 5                  | 8                | 7                    |
| Разом    | 49      | 11                 | 27               | 11                   |